# Przyczyn kilkadziesiąt, które katolika każdego w powszechnej Kościoła chrześcijańskiego wierze zatrzymać mają, a jeśliby z niej wypadł, do niej go za łaską Bożą zaś przywrócić mogą
Przyczyn kilkadziesiąt, które katolika każdego w powszechnej Kościoła chrześcijańskiego wierze zatrzymać mają, a jeśliby z niej wypadł, do niej go za łaską Bożą zaś przywrócić mogą (wariant tytułu Przyczyny katolickie) – polski siedemnastowieczny traktat religijny o charakterze apologetycznym, autorstwa księdza Jerzego Cerazyna, opublikowany w 1612 roku w Krakowie. Autor pełnił funkcję kapelana na dworze królowej Konstancji Habsburżanki (drugiej żony Zygmunta III Wazy), a prezentowane dzieło jest jego jedynym znanym utworem. Traktat broni wiary rzymskokatolickiej w obliczu ekspansji reformacji w Rzeczypospolitej na początku XVII wieku, zachęcając do wytrwania przy religii katolickiej lub powrotu do niej. Został dedykowany królewnie Annie Wazównie – siostrze Zygmunta III i wyznawczyni luteranizmu – wpisując się w działania dworu zmierzające do jej konwersji na katolicyzm. Dzieło stanowi przykład literatury kontrreformacyjnej epoki Wazów w Polsce i zaliczane jest do nurtu ówczesnej pozytywno-kontrowersyjnej teologii polemicznej.

## Okoliczności powstania
Jerzy Cerazyn prawdopodobnie urodził się w połowie XVI wieku i wykształcenie teologiczne odebrał w jednym z kolegiów jezuickich działających w Rzeczypospolitej w okresie potrydenckim. Około 1605 roku, po ślubie Zygmunta III z Konstancją Habsburżanką, został kapelanem nowej królowej. Posługa ta wiązała się z kaznodziejstwem i udziałem w życiu religijnym dworu, który sprzyjał kontrreformacji. Kulminacją działalności Cerazyna była publikacja jego traktatu apologetycznego Przyczyn kilkadziesiąt... w 1612 roku. Dzieło wydano w Krakowie, w drukarni Wojciecha Kobylińskiego, za zgodą ówczesnego biskupa krakowskiego Piotra Tylickiego (informacja o imprimatur znajduje się na karcie tytułowej). Pełny tytuł utworu – „Przyczyn kilkadziesiąt, które katolika każdego w powszechnej Kościoła chrześcijańskiego wierze zatrzymać mają, a jeśliby z niej wypadł, do niej go za łaską Bożą zaś przywrócić mogą” – wskazuje, iż zasadniczym celem autora było przedstawienie „kilkudziesięciu” powodów uzasadniających wierność katolicyzmowi. Traktat ukazał się w języku polskim, a Cerazyn podpisał go na stronie tytułowej jako „Królowej Jej Mości Kapelan”, podkreślając swą funkcję na dworze. Dedykacja dla królewny Anny Wazówny nadała publikacji kontekst polityczny – była częścią szerszych starań o skłonienie tej ostatniej do zmiany wyznania. Mimo tych zabiegów Anna pozostała przy luteranizmie aż do śmierci. Po wydaniu traktatu w 1612 brak dalszych wzmianek o działalności Cerazyna – nie jest znana data ani okoliczności jego śmierci.

## Treść i charakterystyka utworu
Dzieło liczy 111 stronic (format quarto) oraz 2 nieponumerowane karty wstępne. Składa się z trzydziestu rozdziałów (określonych przez autora jako „przyczyny”), z których każda omawia odrębny aspekt doktrynalny będący przedmiotem sporu między katolikami a protestantami na początku XVII wieku. Cerazyn poruszył w traktacie większość ówczesnych kontrowersji teologicznych, odnosząc się m.in. do argumentów protestanckich nurtów reformacyjnych (luteran, kalwinów, braci polskich). Charakterystyczną cechą utworu jest oparcie całej argumentacji na cytatach z Pisma Świętego, opatrzonych komentarzami – autor stara się udowodnić prawdziwość nauk Kościoła rzymskokatolickiego wyłącznie w oparciu o autorytet Biblii. W przeciwieństwie do wielu dzieł polemicznych tamtej epoki, utrzymanych w ostrej tonacji antyprotestanckiej, styl Cerazyna jest wyważony i pozbawiony inwektyw. Traktat napisany został barwną polszczyzną, a dla ożywienia wywodu autor przybrał formę dialogu pomiędzy katolikiem a „ewangelikiem” (protestantem). Taki dialogiczny układ tekstu sprawiał, że czytelnik otrzymywał prezentację zarzutów innowierców oraz ich odpór w formie żywej dyskusji, oddającej ducha współczesnych dysput religijnych. Głównym przesłaniem utworu jest zachęta do pozostania przy „prawdziwej wierze” katolickiej, a jeśli ktoś od niej odszedł – do powrotu na jej łono. Cerazyn podkreślał kruchość nowych wyznań – zauważał, że w krajach, gdzie niegdyś protestantyzm dominował, z czasem stracił znaczenie, natomiast katolicyzm trwa niewzruszenie. Między innymi wskazywał, iż „w Falzgrabstwie i Szwajcarskiej Ziemi, we Francyjej, już i w Anglijej, gdzie pierwej barzo płużyła [wiara nowa], za nic nie stoi”, a w Polsce „mało o niej chcą wiedzieć, kalwińska ją, nowochrzeczna (aryjańska) zagłuszają”.

## Znaczenie i recepcja
Przyczyn kilkadziesiąt... jest typowym wytworem doby kontrreformacji i piśmiennictwa polemicznego w Polsce za panowania Zygmunta III Wazy. Treści w nim zawarte odzwierciedlają ofensywę ideologiczną Kościoła katolickiego wobec różnowierców, prowadzoną zarówno z ambon, jak i poprzez publikacje religijne. Dzieło Cerazyna wpisuje się w kontinuum ówczesnej literatury apologetycznej, obok pism takich autorów jak Piotr Skarga czy Jakub Wujek. Jako świadectwo polskiej myśli kontrreformacyjnej początku XVII stulecia, utwór ten ma dziś znaczenie historyczne i religioznawcze. Zachowane oryginalne egzemplarze starodruku (m.in. w Bibliotece Narodowej w Warszawie oraz w zbiorach Zakładu Narodowego im. Ossolińskich we Wrocławiu) stanowią cenne źródło do badań nad polemiką międzywyznaniową tej epoki. W literaturze przedmiotu Cerazyn pozostaje postacią mało znaną, wspominaną głównie w kontekście swojego jedynego dzieła. Liczne XIX-wieczne opracowania bibliograficzne i historyczne odnotowały istnienie traktatu Przyczyn kilkadziesiąt... – wzmianki na jego temat pojawiają się m.in. u Władysława Maciejowskiego i Karola Estreichera (a także np. w encyklopedii Orgelbranda czy u Franciszka Siarczyńskiego). Współcześnie utwór doczekał się edycji krytycznej przygotowanej w ramach pracy magisterskiej (Uniwersytet Łódzki, 2019).